# Oberdorf-Spachbach
Oberdorf-Spachbach je občina v departmaju Bas-Rhin francoske regije Alzacija.
Leta 1990 je v občini živelo 349 oseb oz. 148 oseb/km².